# 마르크 로카
마르크 로카 훙케 (Marc Roca Junqué, 1996년 11월 26일, 카탈루냐 주 빌라프랑카 ~ )는 스페인의 축구 선수로 현재 라리가의 베티스에서 미드필더로 뛰고 있다.

## 클럽 경력
2020년 10월 4일 바이에른 뮌헨은 마르크 로카의 영입을 발표했다. 계약 기간은 5년이다.
2022년 6월 17일, 리즈 유나이티드는 바이에른 뮌헨과 합의에 도달한 후, 로카가 7월 1일에 클럽에 합류할 것이라고 발표했다. 그는 약 12,000,000 유로의 계약금으로 4년 계약에 동의했으며, 추가 금액이 추가될 수 있다고 보도되었다.

## 국제 경력
2016년 12월 28일, 로카는 카탈루냐 자치팀의 데뷔전을 치른 바 있으며, 튀니지와의 3-3 무승부 경기에서 선발로 출전했으나 페널티 킥(2-4) 패배를 당했다. 그는 스페인 U-21 대표팀으로 선발되어 2019 UEFA U-21 유럽 선수권 대회에 출전했으며, 결승전을 포함한 대회 마지막 세 경기에서 출전하여 승리에 기여했는데, 이때에는 세미파이널에서 프랑스를 상대로 4-1로 승리한 경기에서 골을 넣었다.